# برای عشق کاری خواهد کرد
برای عشق کاری خواهد کرد (به هندی: Love Ke Liye Kuch Bhi Karega) فیلمی محصول سال ۲۰۰۱ و به کارگردانی اشوار نیواس است. در این فیلم بازیگرانی همچون سیف علی خان، فردین خان، آفتاب شیودسانی، سونالی بندره، توینکله خانا، جانی لور، دالیپ تاهیل، شارات ساکسنا ایفای نقش کرده‌اند.